# 서수남
서수남(徐守男, 새미 서, 1943년 2월 25일 ~ )은 대한민국의 컨트리 음악 싱어송라이터, 작가, 영화배우, 방송인이다. 호(號)는 산남(山南), 홍산(洪山), 차산(此山).
키가 190cm이며 이는 1980년대 이전 기준으로 보면 대한민국 남자 연예인 중 키가 가장 큰 인물이었다.

## 이력
본관은 이천(利川)이고 서울 출생이며 충청남도 서천과 경상북도 달성과 경기도 이천과 경기도 포천과 충청북도 충주에서 잠시 유년기를 보낸 적이 있는 그는 1962년 당시 라디오 방송이었던 MBC 문화방송 주최 콩쿨 대회에서 금상을 수상하였고 1964년 DBS 동아방송이라는 라디오 방송 주최 경연대회에서 대상을 수상한 그는 이후 1969년 《아리랑 브라더스 1집》을 발표하였으며 이듬해 1970년 영화 《심야의 방문객》에서 단역 출연하면서 영화배우 데뷔하였고 1992년 솔로 가수로 본격 전향하였으며 대표곡으로 《과수원 길》, 《수다쟁이》, 《동물농장》, 《팔도 유람》, 《오! 멋진 세상》, 《즐거운 여름》, 《한번 만나줘요》, 《우리 애인 미스 얌체》 등이 있다.

## 생애
서수남은 1962년 당시 MBC 문화방송 주최 서울특별시 콩쿨대회에서 금상을 수상하여 솔로 가수로 첫 데뷔하였고 1964년 DBS 동아방송 주최 대학중창경연대회에서 대상을 수상하였으며 이에 뒤이어서 하청일, 천장필(본명 천정팔), 석우장 등과 함께 남성 4인조 컨트리 보컬 그룹 "아리랑 브라더스"를 결성하여 정식 데뷔하였다. 그 해 《동물농장》이라는 곡으로 선풍적인 인기를 얻었고 미8군 웨스턴쥬빌리쇼에서 활동하기도 했으며 1967년에는 미8군 그랜드올오프리쇼에서 활동하였다. 1968년에는 현혜정과 함께 혼성 컨트리 보컬 듀엣 "서수남, 현혜정"을 결성하여 활동하였다.
1969년, MBC 문화방송 《웃으면 복이 와요》라는 프로그램에서 하청일과 함께 "서수남, 하청일"로 가요 분야에 본격 데뷔하였다.
1970년에 <팔도유람>이라는 곡으로 대중들에게 널리 알려졌고 1973년에 발표한 <수다쟁이>라는 곡은 당시 코믹송으로 화제가 되기도 했었으며 1975년에는 <과수원 길>이라는 곡이 유행하며 교과서에 실리기도 하였다.
그가 번안하여 히트한 노래 작품 가운데 《팔도유람》은 캐나다에서 출생한 미국의 컨트리 음악 가수 행크 스노(Hank Snow)의 《I've been everywhere》곡을 번안한 작품이다.
"서수남, 하청일" 콤비는 TBC 방송대상을 수상할만큼 전성기를 누렸으며 60년대와 70년대 가요계의 한 획을 그은 그룹이라고 해도 과언이 아니다.
1988년에는 서수남 음악학원을 설립하여 노래강사로 활약하기 시작하였고 1990년에 "서수남, 하청일"이 해체되었다.
이후 서수남은 1992년에 《서수남의 세상 사는 이야기》라는 앨범으로 30년만에 솔로 가수 활동을 재개하여 지금까지 활동을 해 오고 있다.
특히 KBS 예능 프로그램 가족오락관에는 1980년대 중반에서 2000년대 후반까지 꾸준히 출연하면서 역대 KBS 예능 프로그램 가족오락관 최다 출연자 기록을 가졌다.
2013년 큰 딸이 미국에서 교통사고로 사망했다.

## 학력
- 발산초등학교
- 이리동중학교
- 서울공업고등학교 화학과 졸업
- 한양대학교 화학과 학사

## 활약

### 앨범
- 1집 《세상사는 이야기》(1992년)
- 《서수남 노래앨범》(1995년)
- 《서수남 노래 35주년》(2000년)
- 《서수남 2003 Best》(2002년)
- 《2006 서수남》(2006년)
- 《2009 잘될거야》(2009년)
- 《2009 변심》(2009년)

### 방송
- 《가족오락관》 (KBS)
- 《웃으면 복이와요》 (MBC)
- 《일요일 일요일밤에 - 브레인 서바이버》 (MBC)
- 《TV는 사랑을 싣고》 (KBS)
- 《꼭 한번 만나고 싶다》 (MBC)
- 《서수남의 오! 해피데이》 (CBS)
- 《서수남, 김보화의 주말선택》 (TBS)
- 《아침마당》 (KBS)

### 광고
- 1976년 마산제과 마산 땅콩 카라멜 (그룹 "서수남과 하청일" 팀으로 출연)
- 1976년 ~ 1991년 한일전기 (한일 석유난로, 한일 짤순이, 한일 선풍기, 한일 자동펌프, 한일 깔끔이, 한일 스토브, 한일 참기름 제조기, 한일 공기 청정기) (그룹 "서수남과 하청일" 팀으로 출연, 모델 이응경 출연)
- 1985년 무등양말
- 1986년 서광우유 (그룹 "서수남과 하청일" 팀으로 출연)
- 1994년 삼공제약 반질크림
- 2001년 남양유업 밸런스3 (류승범, 강래연, 송옥숙과 함께 출연)

## 같이 보기
- 하청일
- 차중락
- 배호

## 수상 경력
- 1962년 MBC 문화방송 주최 서울특별시 콩쿨대회 금상
- 1964년 DBS 동아방송 주최 대학중창경연대회 대상
- 1975년 TBC 동양방송 방송가요대상